# Toriello-Carey-Syndrom
Das Toriello-Carey-Syndrom ist ein sehr seltenes angeborenes Syndrom mit einer Kombination von zahlreichen Anomalien, Fehlbildungen im Gesicht, Gehirn, am Herzen und am Kopf, Schluckstörungen und Muskelhypotonie.
Synonym: Corpus-callosum-Agenesie - Blepharophimosis – Pierre-Robin-Sequenz
Die Namensbezeichnung bezieht sich auf die Autoren der Erstbeschreibung aus dem Jahre 1988 durch die US-amerikanischen Humangenetiker(in) Helga V. Toriello und John C. Carey.

## Verbreitung
Die Häufigkeit wird mit unter 1 zu 1.000.000 angegeben, bislang wurde über mindestens 50 Betroffene berichtet. Die Vererbung erfolgt autosomal-rezessiv.

## Ursache
Die Ursache ist nicht bekannt, scheint aber uneinheitlich zu sein. Bei etwa 20 % konnten Chromosomenveränderungen gefunden werden am MN1-Gen auf Chromosom 22 Genort q12,1 und dem SATB2-Gen auf Chromosom 2 Genort q33.1.

## Klinische Erscheinungen
Klinische Kriterien sind:
- Manifestation im Kleinkindesalter
- Gesichtsdysmorphie mit Telekanthus, kurzen Lidspalten, kleiner, nach vorne gerichteter Nase, Ohrmuschelfehlbildung
- Pierre-Robin-Sequenz mit Mikrogenie, Glossoptose und Gaumenspalte
- überschüssige Nackenhaut
- Veränderungen am Gehirn (Balkenagenesie) und Kehlkopf sowie Herzfehler

Hinzu können kurze Hände und Muskelhypotonie kommen.
Es besteht eine geistige Behinderung.

## Diagnose
Die Diagnose ergibt sich aus der Kombination klinischer Befunde. Die Mikrogenie und Balkenagenesie können bereits vorgeburtlich erfasst werden.

## Differentialdiagnose
Abzugrenzen sind andere Syndrome mit einer Kombination von Corpus callosum-Anomalien und Pierre-Robin-Sequenz wie das Aicardi-Syndrom und das TARP-Syndrom.

## Therapie und Verlauf
Eine ursächliche Behandlung ist nicht bekannt, die Lebensdauer ist verkürzt.